# Ajnala
Ajnala là một thị xã và là một nagar panchayat của quận Amritsar thuộc bang Punjab, Ấn Độ.

## Địa lý
Ajnala có vị trí 31°50′B 74°46′Đ / 31,84°B 74,76°Đ Nó có độ cao trung bình là 213 mét (698 foot).

## Nhân khẩu
Theo điều tra dân số năm 2001 của Ấn Độ, Ajnala có dân số 18.602 người. Phái nam chiếm 55% tổng số dân và phái nữ chiếm 45%. Ajnala có tỷ lệ 68% biết đọc biết viết, cao hơn tỷ lệ trung bình toàn quốc là 59,5%: tỷ lệ cho phái nam là 72%, và tỷ lệ cho phái nữ là 63%. Tại Ajnala, 12% dân số nhỏ hơn 6 tuổi.

#### Shaheedan da Khu

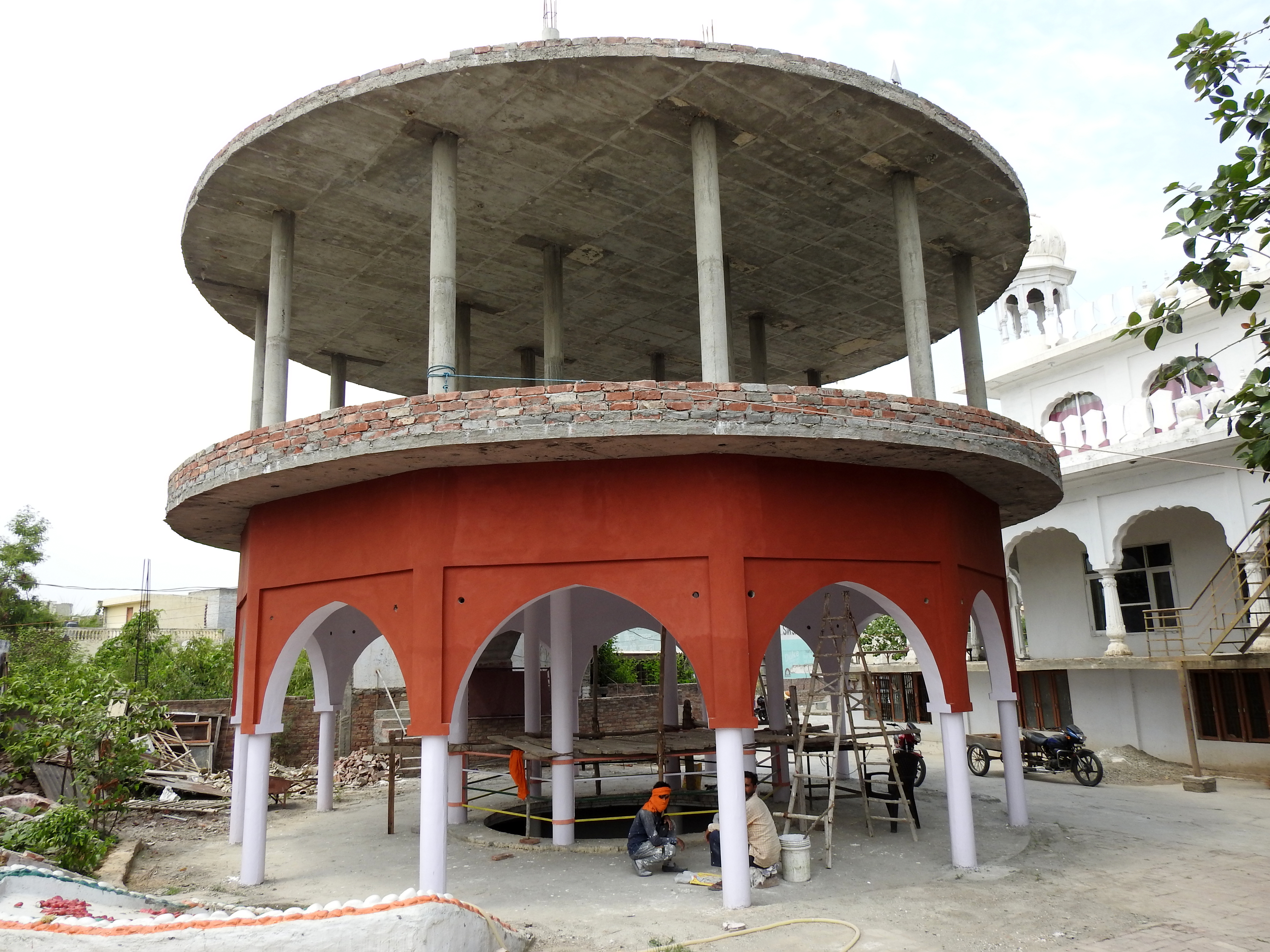
Memorial of Kalianwala Khu (Black well) or Shaheedan da Khu under construction
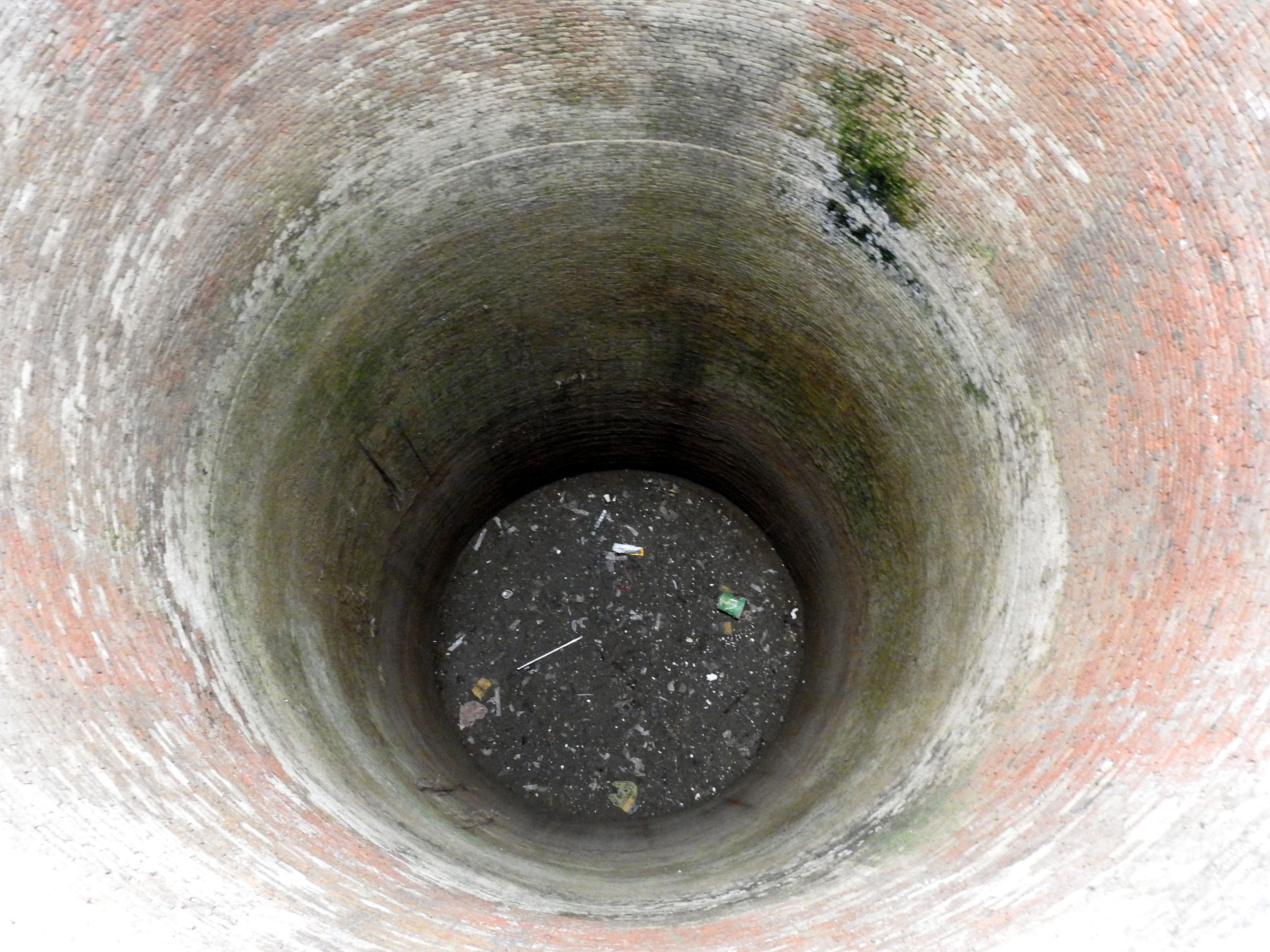
Kalianwala Khu (Black well) or Shaheedan da Khu,Ajnala

#### Old Tehsil, Ajnala
Old Tehsil, Ajnala is part of List of State Protected Monuments in Punjab, India and at S-PB-4.	

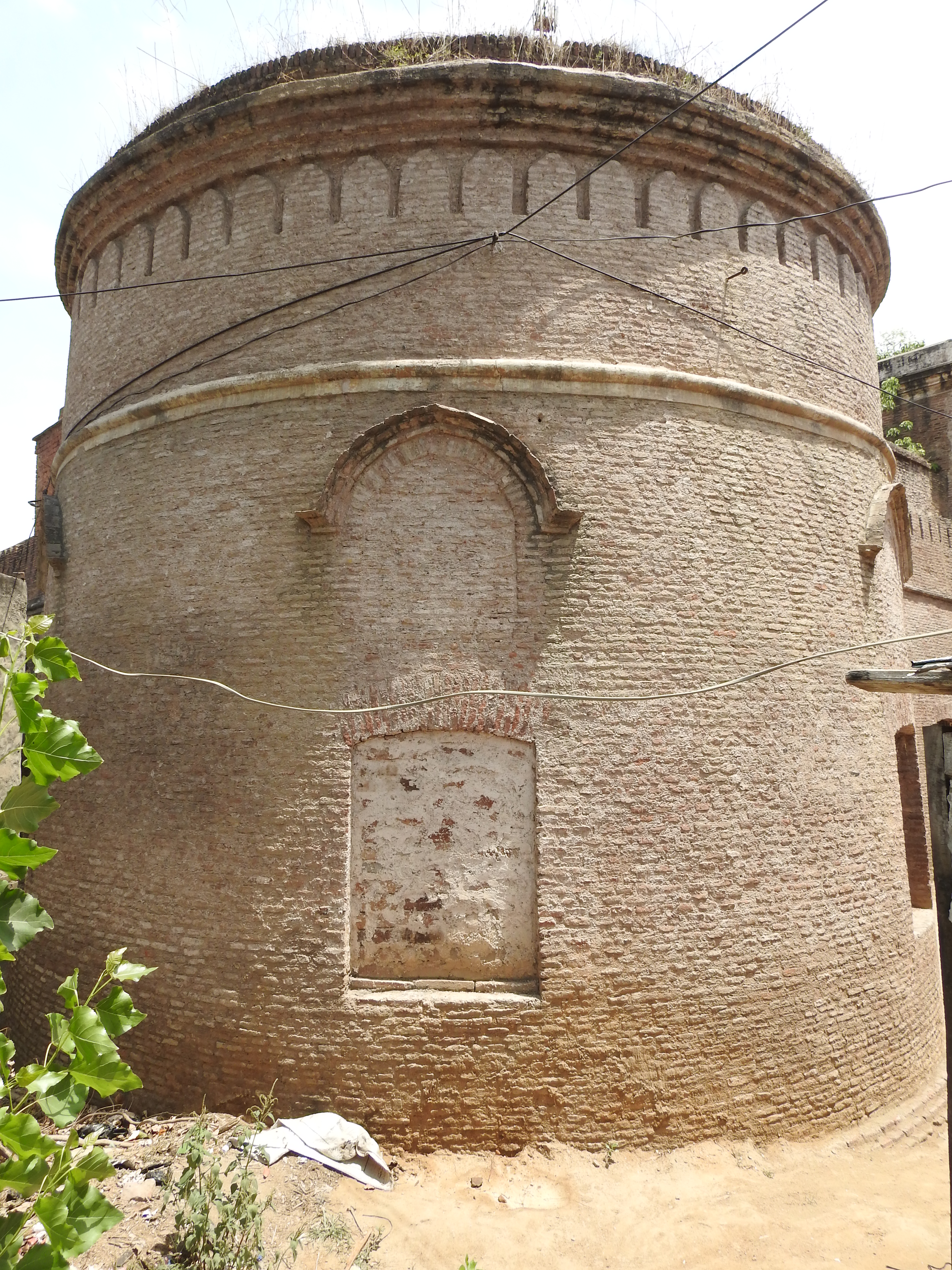
Piller from entrance
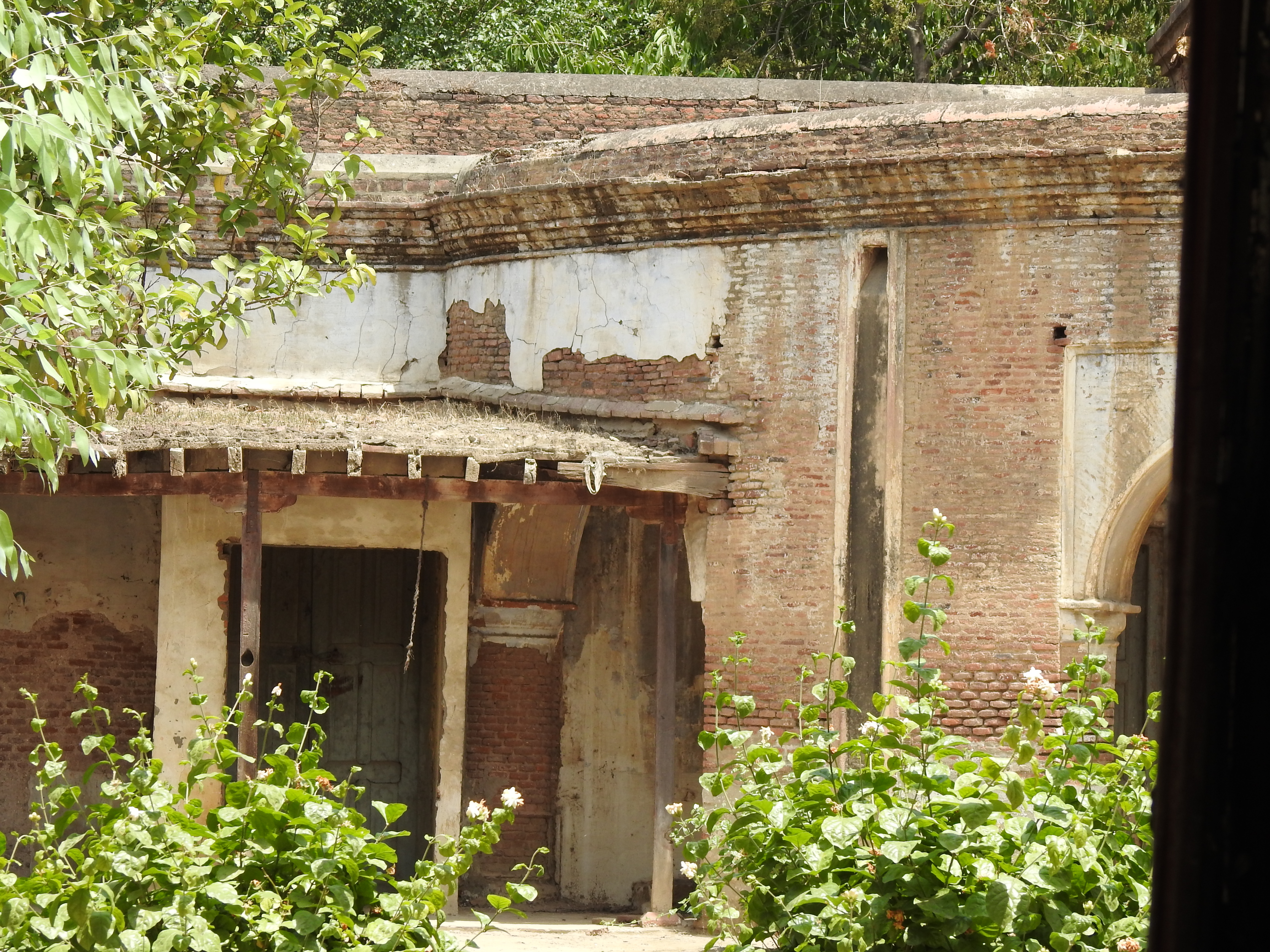
inner view
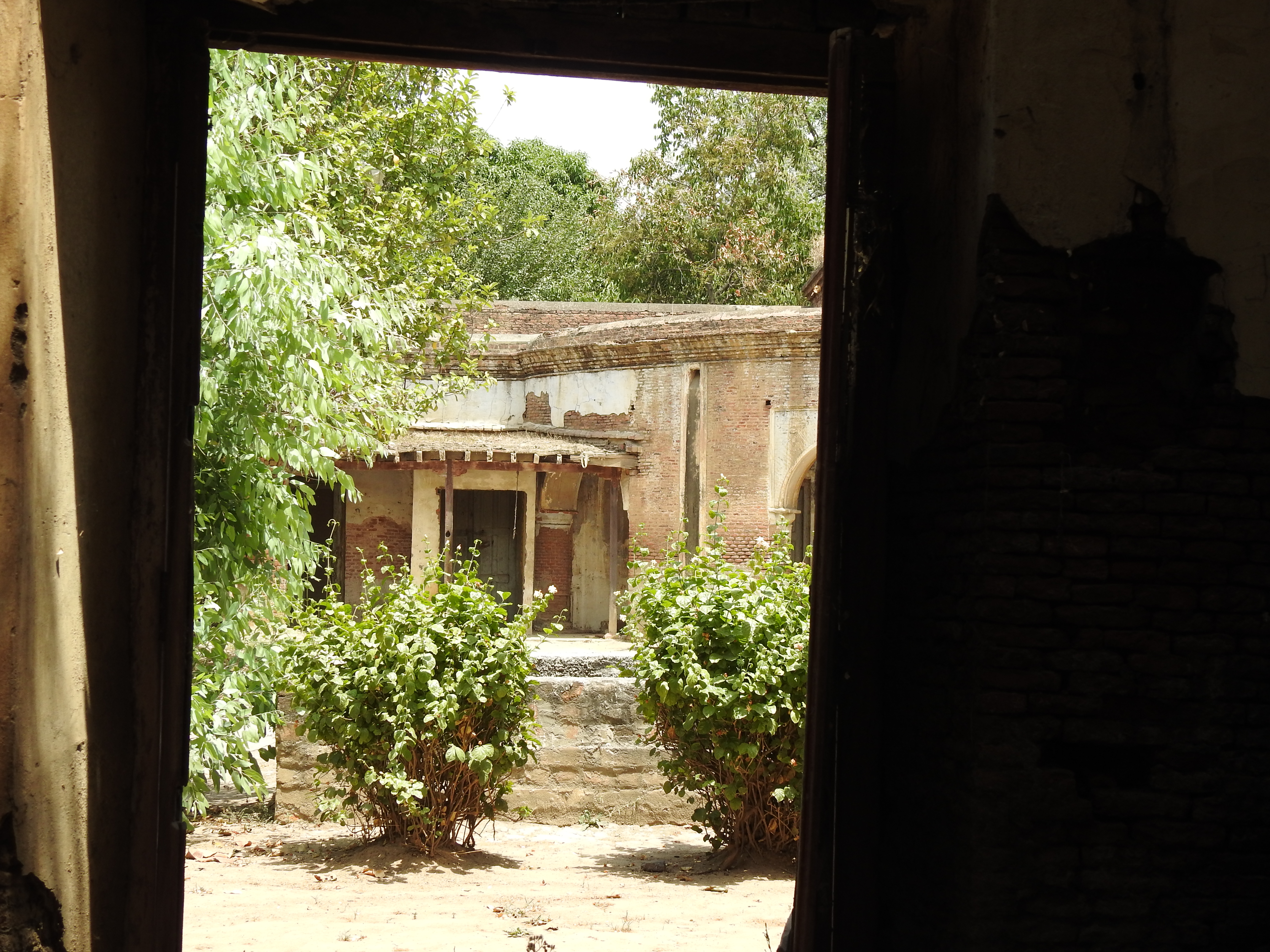
inner view
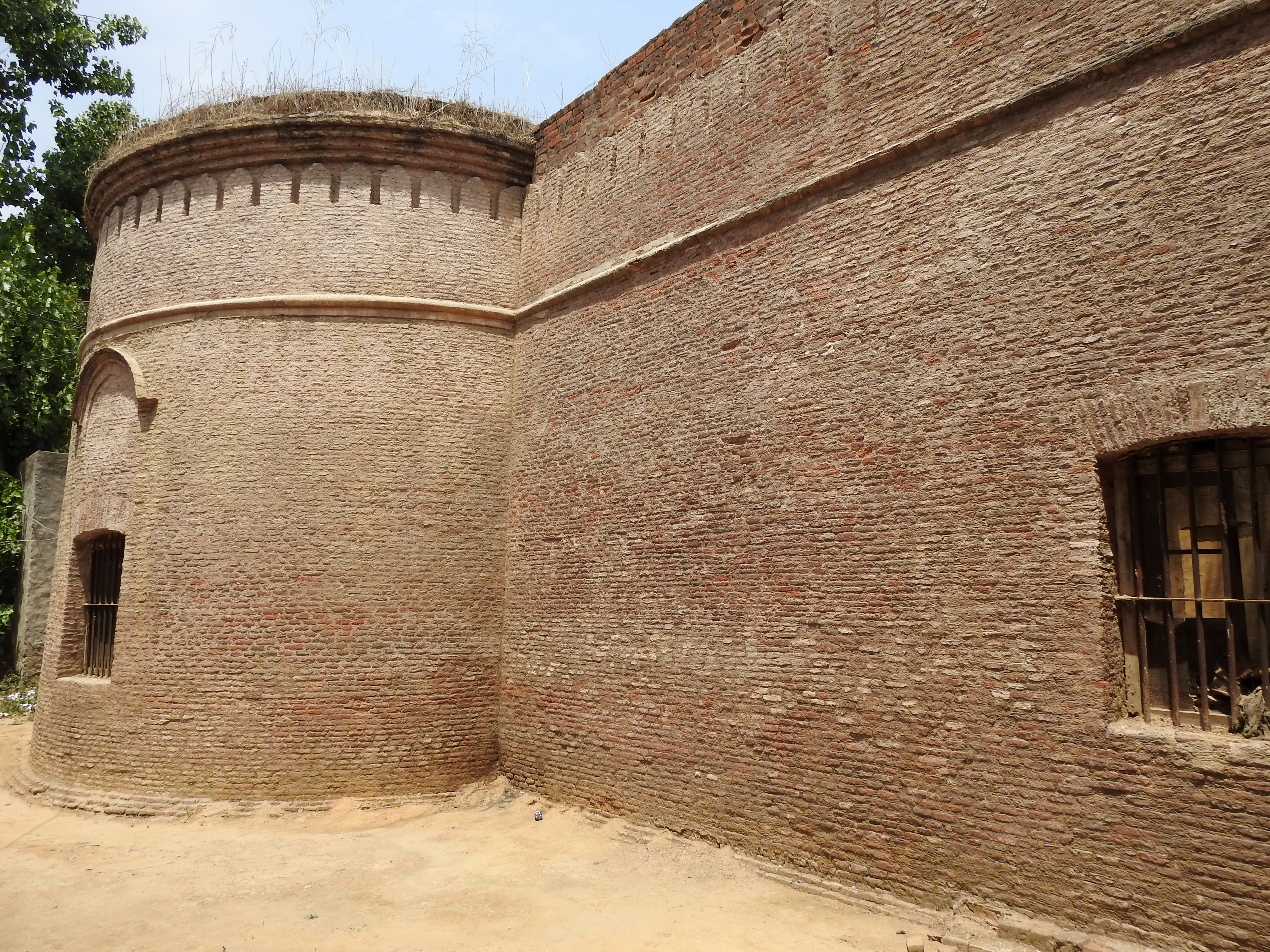
Piller and main boundry wall from entrance
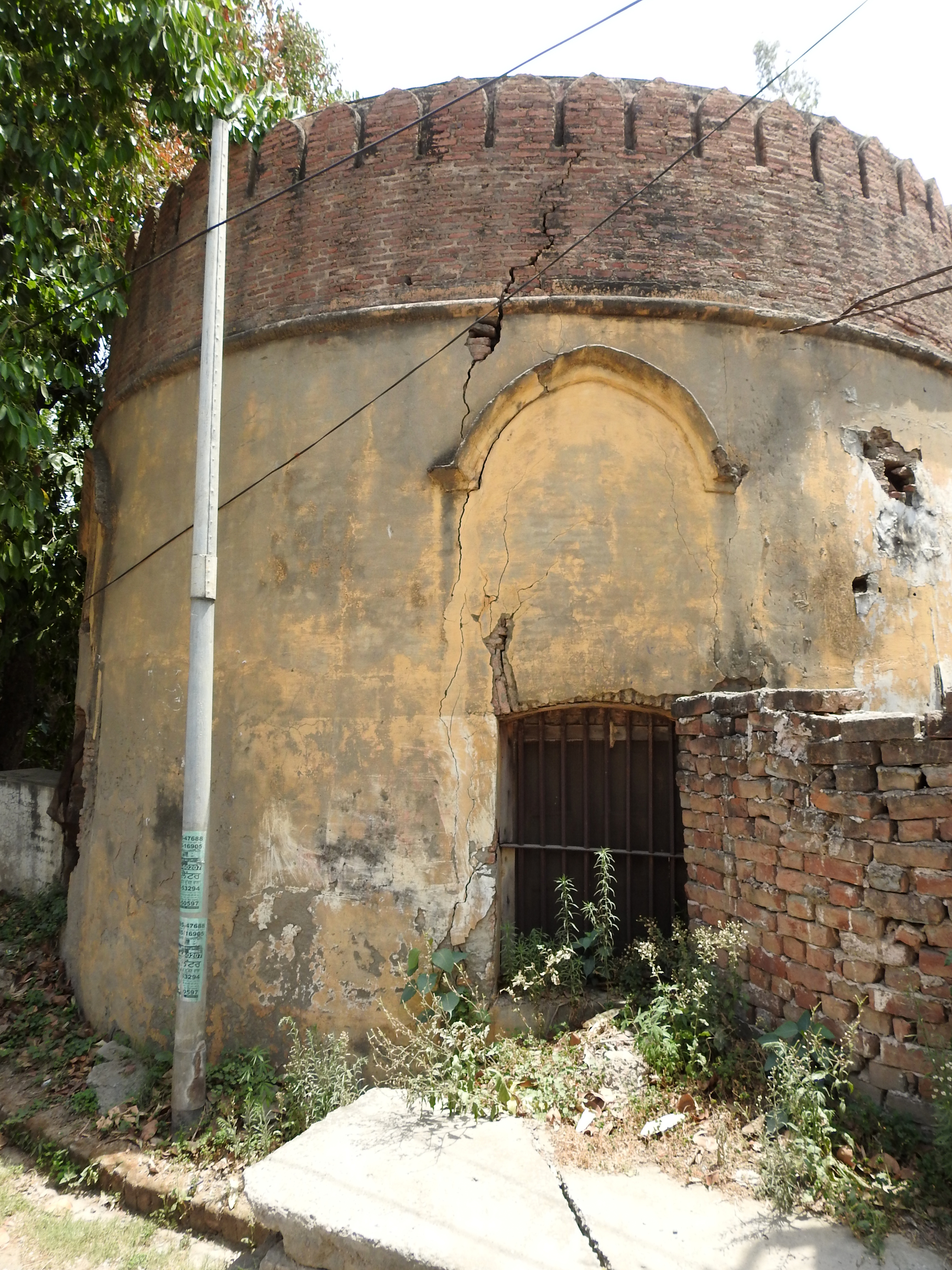
outer left piller from main enterance
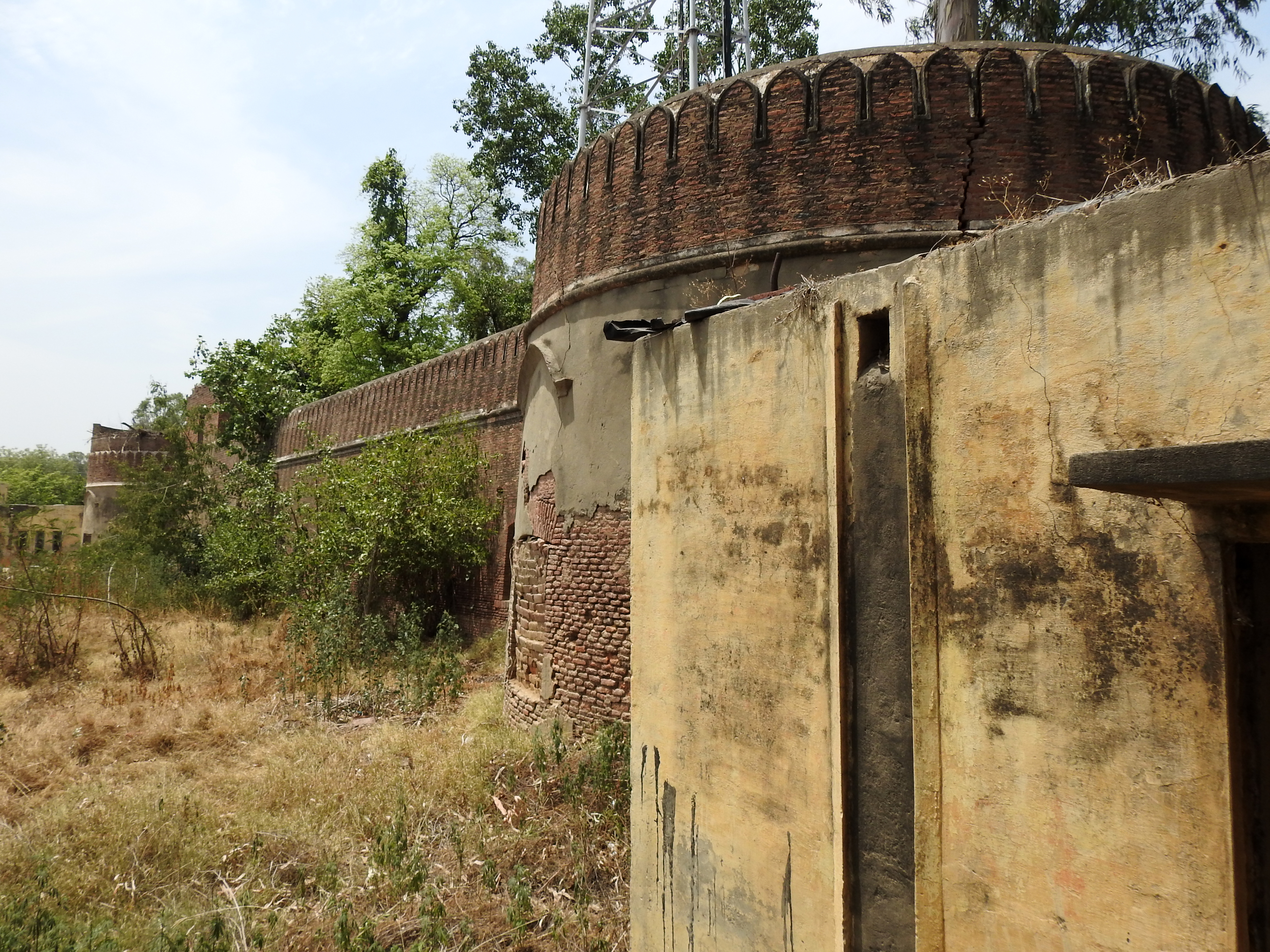
outer piller and boundry wall